# Sant Miquel dels Sants de Vic
Sant Miquel dels Sants de Vic és una església barroca de Vic (Osona) protegida com a Bé Cultural d'Interès Local.

## Descripció
Edifici religiós. Capella de nau única adossada al cos de la casa natal de sant Miquel dels Sants, avui convertida en convent.

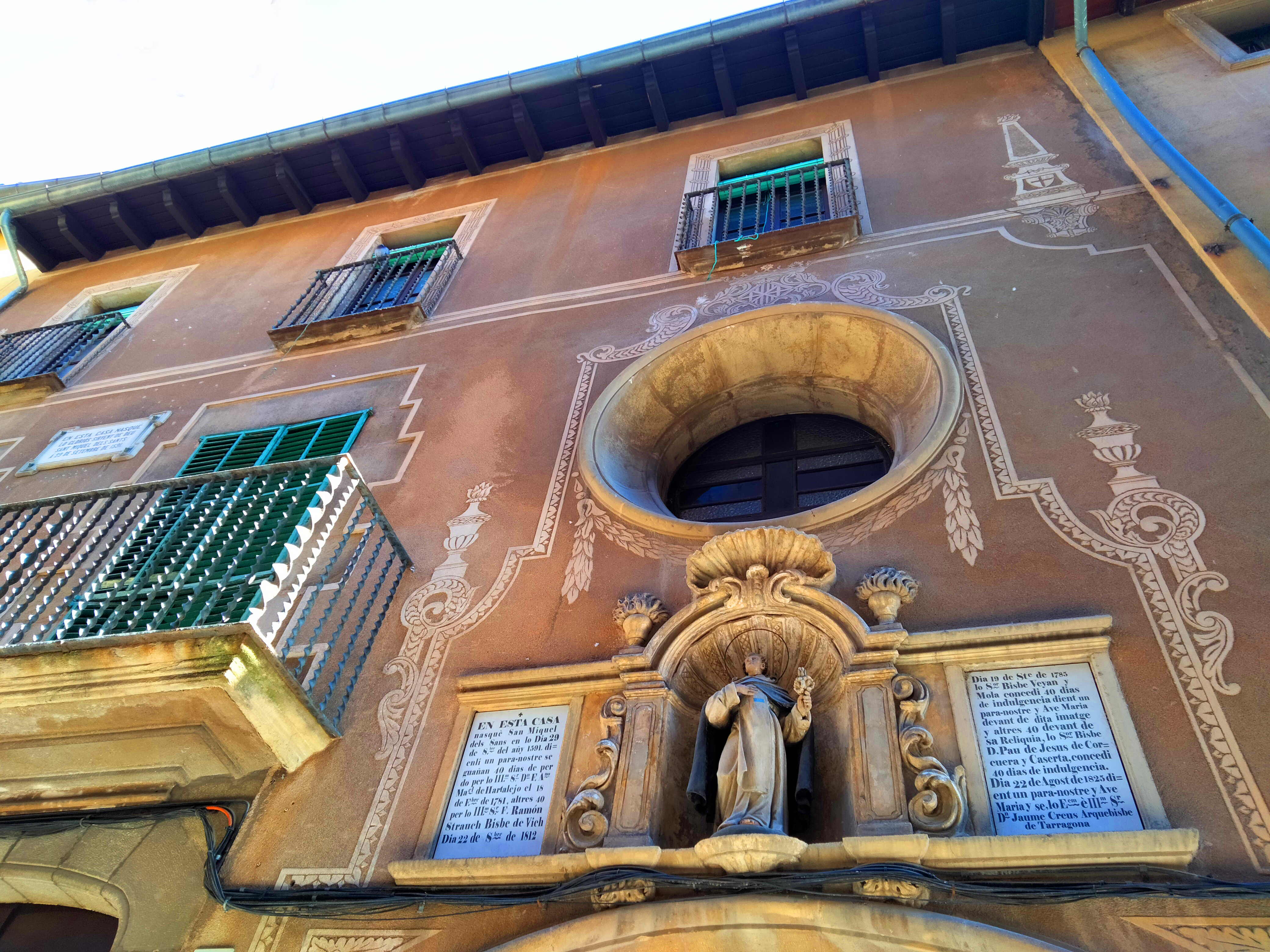
Detall de l'òcul de la capella i la fornícula del sant

L'accés a la capella es pot fer per l'interior de la casa, pel primer pis, o bé pel carrer de Sant Miquel. La façana segueix la construcció de la casa però està emmarcada per uns esgrafiats que envolten l'únic òcul que dona llum a l'església, un òvul de petites dimensions emmarcat amb pedra. Al damunt hi ha una fornícula on hi ha la figura del sant, emparat per una petxina. Als costats hi ha unes làpides en les quals es parla dels preceptes a seguir per a obtenir indulgències. La façana és arrebossada i pintada. L'interior és decorat amb motius florals esgrafiats. A l'habitació oratori de Sant Miquel dels Sants es conserven un seguit de pintures realitzades al segle XX per Llucià Costa.
L'estat de conservació és bo. Conserva un retaule del taller reial, així com un retaule del segle xvii de Sant Miquel a l'absis. A l'oratori trobem un retaule de Sant Miquel del segle xx.

## Història
Es troba al carrer de Sant Miquel dels Sants, antic carrer de Sant Hipòlit.
Sant Miquel era fill d'Enric Argemí, que habitava en aquest carrer. Va néixer el 1591. La casa natal del devot trinitari es transformà en part per a destinar-la a capella, reservant l'altra part per a habitació del sant. La transformació i construcció de la capella es realitzà l'any 1799. Data, doncs, de les darreries del segle xviii. Se'n desconeix el mestre d'obres.
Segons Joaquim Salarich, en aquesta casa hi va viure durant un temps el canonge Collell.